# Список упразднённых и переименованных регионов РСФСР

## Упразднённые советские республики
- Башкирская Советская Республика (21 февраля 1919 — 19 мая 1920),
- Бухарская Народная Советская Республика (8 октября 1920 — 19 сентября 1924) — переименована в Бухарскую Советскую Социалистическую Республику,
- Бухарская Советская Социалистическая Республика (19 сентября 1924 — 27 октября 1924) — разделена и вошла в Туркменскую ССР, Узбекскую ССР и Таджикскую Автономную ССР,
- Горно-Алтайская ССР,
- Республика Горный Алтай,
- Дальневосточная Республика (6 апреля 1920 — 15 ноября 1922),
- Карело-Финская Советская Социалистическая Республика (31 марта 1940 — 16 июля 1956),
- Карельская Советская Республика (25 июля 1923 — 5 декабря 1936) — переименована в Карельскую АССР,
- Кубано-Черноморская Советская Республика (30 мая 1918 — 7 июля 1918) — вошла в Северо-Кавказскую Советскую Республику,
- Кубанская Советская Республика (13 апреля 1918 — 30 мая 1918) — вошла в Кубано-Черноморскую Советскую Республику,
- Мордовская Советская Социалистическая Республика (7 декабря 1990 — 25 января 1994) — переименована в Республику Мордовию,
- Северо-Кавказская Советская Республика (7 июля 1918 — декабрь 1918),
- Ставропольская Советская Республика (1 января 1918 — 7 июля 1918) — вошла в Северо-Кавказскую Советскую Республику,
- Терская Советская Республика (3 марта 1918 — 7 июля 1918) — вошла в Северо-Кавказскую Советскую Республику,
- Хорезмская Народная Советская Республика (8 октября 1920 — 30 октября 1923) — преобразована в Хорезмскую Социалистическую Советскую Республику,
- Хорезмская Советская Социалистическая Республика (30 октября 1923 — 27 октября 1924),
- Черноморская Советская Республика (с марта 1918 — 30 мая 1918) — вошла в Кубано-Черноморскую Советскую Республику,
- Чувашская Советская Социалистическая Республика (19 октября 1990 — 13 февраля 1992) — переименована в Чувашскую Республику,

## Упразднённые АССР
Переименованные:
- Бурят-Монгольская АССР (30 мая 1923 — 7 июля 1958) — переименована в Бурятскую АССР,
- Кабардино-Балкарская АССР (1936—1944) — переименована в Кабардинскую АССР вследствие депортации балкарцев — коренного населения республики,

- Кабардинская АССР (8 апреля 1944 — 9 января 1957) — переименована в Кабардино-Балкарскую АССР после реабилитации балкарцев и возвращении народа в республику,
- Киргизская АССР (1920—1925) (26 июля 1920—19 апреля 1925) — переименована в Казакскую АССР.

Ставшие республиками в составе РФ:
Прежде чем стать республиками в соответствии с принятой в 1993 году Конституцией Российской Федерации, большинство автономных ССР провозглашали государственный суверенитет и убирали из названия статус автономии республики, оставляя в нем слова «советская социалистическая».
- Адыгейская АССР (5 октября 1990 — 24 марта 1992) — стала Республикой Адыгея,
- Башкирская АССР (23 марта 1919 — 11 октября 1990) — стала Республикой Башкортостан,
- Бурятская АССР (7 июля 1958—1992) — стала Республикой Бурятия,
- Горно-Алтайская АССР (25 октября 1990 — 3 июля 1991) — стала Республикой Горный Алтай (позже переименована в Республику Алтай),
- Дагестанская АССР
- Кабардино-Балкарская АССР (1936—1944 и 1957—1991) — стала Кабардино-Балкарской Республикой,
- Карельская АССР (16 июля 1956 — 24 мая 1991),
- Мордовская АССР (20 декабря 1934 — 7 декабря 1990) — стала Республикой Мордовия,
- Северо-Осетинская АССР,
- Тувинская АССР (10 октября 1961—1991) — стала Республикой Тыва,
- Удмуртская АССР,
- Чувашская АССР (21 апреля 1925 — 19 октября 1990) — стала Чувашской Республикой.

Преобразованные в союзную ССР:
- Казакская АССР (19 апреля 1925 — 5 декабря 1936) — преобразована в Казахскую ССР,
- Киргизская АССР (1926—1936) (1 февраля 1926 — 5 декабря 1936) — преобразована в Киргизскую ССР,
- Карельская АССР (5 декабря 1936 — 31 марта 1940) — преобразована в Карело-Финскую ССР.

Преобразованные в область:
- Крымская АССР (18 октября 1921 — 30 июня 1945) — преобразована в Крымскую область.

Переданные из состава РСФСР:
- Кара-Калпакская АССР (20 марта 1932 — 5 декабря 1936) — передана в Узбекскую ССР,
- Таджикская АССР (14 октября 1924 — 27 октября 1924) — передана в Узбекскую ССР.

Упраздненные:
- Горская АССР (17 ноября 1920 — 7 июля 1924) — упразднена,
- АССР немцев Поволжья (19 декабря 1923 — 28 августа 1941),
- Туркестанская АССР (сентябрь 1920 — 27 октября 1924) — на территории образованы Узбекская ССР (включая Таджикскую АССР), Туркменская ССР, Кара-Киргизскую АО и Кара-Калпакскую АО.

## Упразднённые автономные области
- Адыгейская АО (июль 1928 — 16 мая 1992) — преобразована в Республику Адыгея,
- Адыгейская (Черкесская) АО (24 августа 1922 — июль 1928) — переименована в Адыгейскую АО,
- Бурят-Монгольская АО (27 апреля 1921 — 30 мая 1923) — преобразована в Бурят-Монгольскую АССР,
- Вотская АО (4 ноября 1920 — 1 января 1932),
- Горно-Алтайская АО (7 января 1948 — 16 мая 1992) — преобразована в Республику Горный Алтай,
- Ингушская АО (7 июля 1924 — 15 января 1934),
- Кабардино-Балкарская АО (16 января 1922 — 5 декабря 1936) — преобразована в Кабардино-Балкарскую АССР,
- Кабардинская АО (1 сентября 1921 — 16 января 1922) — переименована в Кабардино-Балкарскую АО,
- Калмыцкая АО (4 ноября 1920 — 20 октября 1935, 9 января 1957 — 29 июля 1958),
- Кара-Калпакская АО (16 февраля 1925 — 20 марта 1932) — преобразована в Кара-Калпакскую АССР,
- Кара-Киргизская АО (14 октября 1924 — 25 мая 1925) — переименована в Киргизскую АО,
- Карельская трудовая коммуна (8 июня 1920 — 20 июля 1923) — преобразована в Карельскую Советскую Республику,
- Карачаево-Черкесская АО (12 января 1922 — 26 апреля 1926) и (11 февраля 1957 — 16 мая 1992),
- Карачаевская АО (26 апреля 1926 — октябрь 1943),
- Киргизская АО (25 мая 1925 — 1 февраля 1926) — преобразована в Киргизскую АССР (1926—1936),
- Коми (Зырян) АО (21 августа 1921 — 5 декабря 1936) — преобразована в Коми АССР,
- Марийская АО (4 ноября 1920 — 5 декабря 1936) — преобразована в Марийскую АССР,
- Монголо-Бурятская АО (9 января 1922 — 30 мая 1923) — преобразована в Бурят-Монгольскую АССР,
- Мордовская АО (10 января 1930 — 20 декабря 1934) — преобразована в Мордовскую АССР,
- Немцев Поволжья АО (19 октября 1918 — 19 декабря 1923) — преобразована в АССР немцев Поволжья,
- Ойратская АО (1 июня 1922 — 2 марта 1932) — преобразована в Ойротскую АО,
- Ойротская АО (2 марта 1932 — 7 января 1948) — преобразована в Горно-Алтайскую АО,
- Северо-Осетинская АО (7 июля 1924 — 5 декабря 1936) — преобразована в Северо-Осетинскую АССР,
- Тувинская АО (11 октября 1944 — 10 октября 1961) — преобразована в Тувинскую АССР,
- Удмуртская АО (1 января 1932 — 28 декабря 1934),
- Хакасская АО (20 октября 1930 — 16 мая 1992) — преобразована в Республику Хакасия
- Черкесская АО (30 апреля 1928 — 9 января 1957),
- Черкесская (Адыгейская) АО (27 июля 1922 — 24 августа 1922) — переименована в Адыгейскую (Черкесскую) АО,
- Чечено-Ингушская АО (15 января 1934 — 5 декабря 1936),
- Чеченская АО (30 ноября 1922 — 15 января 1934),
- Чувашская АО (24 июня 1920 — 21 апреля 1925) — преобразована в Чувашскую АССР,

## Упразднённые национальные округа
- Аргаяшский национальный округ (с 17 января по 17 ноября 1934),
- Балкарский округ,
- Витимо-Олёкминский национальный округ (1931—1938),
- Ингушский округ,
- Кабардинский национальный округ,
- Карачаевский национальный округ,
- Карельский национальный округ (8 июля 1937 — 25 февраля 1939),
- Охотско-Эвенский национальный округ (1930—1934),
- Северо-Осетинский округ,
- Черкесский национальный округ,
- Чеченский национальный округ (21 января 1920 — 30 ноября 1922),

## Упразднённые края
- Азово-Черноморский край (10 января 1934 — 13 сентября 1937) — разделён на Краснодарский край и Ростовскую область,
- Восточно-Сибирский край (30 июля 1930 — 5 декабря 1936) — разделён на Восточно-Сибирскую область и Бурят-Монгольскую АССР,
- Горьковский край (7 октября 1932 — 5 декабря 1936) — преобразован в Горьковскую область,
- Дальневосточный край (4 января 1926 — 20 октября 1938) — разделен на Приморский и Хабаровский край,
- Западно-Сибирский край (30 июля 1930 — 28 сентября 1937) — разделен на Новосибирскую область и Алтайский край,
- Киргизский край (19 июля 1919 — 26 июля 1920) — преобразован в Киргизскую АССР (1920—1925),
- Кировский край (7 декабря 1934 — 5 декабря 1936) — преобразован в Кировскую область,
- Куйбышевский край (27 января 1935 — 5 декабря 1936) — преобразован в Куйбышевскую область,
- Нижегородский край (15 июля 1929 — 7 октября 1932) — переименован в Горьковский край,
- Нижневолжский край (11 июня 1928 — 10 января 1934) — разделён на Саратовский и Сталинградский края,
- Орджоникидзевский край (13 марта 1937 — 12 января 1943) — переименован в Ставропольский край,
- Саратовский край (10 января 1934 — 5 декабря 1936) — преобразован в Саратовскую область,
- Северный край (14 января 1929 — 5 декабря 1936) — преобразован в Северную область и Коми АССР,
- Северо-Кавказский край (17 октября 1924 — 13 марта 1937) — переименован в Орджоникидзевский край,
- Сибирский край (25 мая 1925 — 30 июля 1930) — разделён на Восточно-Сибирский и Западно-Сибирский края,
- Средневолжский край (20 октября 1929 — 27 января 1935) — переименован в Куйбышевский край,
- Сталинградский край (10 января 1934 — 5 декабря 1936) — преобразован в Сталинградскую область,

## Упразднённые области
- Арзамасская область (7 января 1954 — 23 апреля 1957) — вошла в Горьковскую область,
- Балашовская область (6 января 1954 — 19 ноября 1957),
- Бугульминская область (21 февраля 1953 — 30 апреля 1953) [административная единица в составе Татарской АССР],
- Великолукская область (22 августа 1944 — 2 октября 1957) — вошла в Псковскую и Калининскую области,
- Восточно-Сибирская область (5 декабря 1936 — 26 сентября 1937) — разделена на Иркутскую и Читинскую области,
- Горьковская область (5 декабря 1936 — 22 октября 1990) — переименована в Нижегородскую область,
- Грозненская область (22 марта 1944 — 11 февраля 1957) — преобразована в Чечено-Ингушскую АССР,
- Донская область (20 марта 1920 — 13 февраля 1924),
- Западная область (14 января 1929 — 27 сентября 1937),
- Зейская область (22 июля 1934 — 26 сентября 1937) — вошла в Читинскую область,
- Ивановская Промышленная область (14 января 1929 — 11 марта 1936) — разделена на Ивановскую и Ярославскую области,
- Казанская область (8 мая 1952 — 30 апреля 1953) [административная единица в составе Татарской АССР],
- Калининская область (29 января 1935 — 17 июля 1990) — переименована в Тверскую область,
- Каменская область (6 января 1954 — 19 ноября 1957),
- Кёнигсбергская область (7 апреля 1946 — 4 июля 1946) — переименована в Калининградскую область,
- Крымская область (30 июня 1945 — 26 апреля 1954) — передана Украинской ССР,
- Кубано-Черноморская область (7 декабря 1920 — 13 февраля 1924),
- Кубанская область (1919 — 7 декабря 1920),
- Куйбышевская область (5 декабря 1936 — 25 января 1991) — переименована в Самарскую область,
- Молотовская область (8 марта 1940 — 8 марта 1957) — переименована в Пермскую область,
- Нижегородская область (14 января 1929 — 15 июля 1929) — преобразована в Нижегородский край,
- Нижнеамурская область (22 июля 1934 — 23 января 1956),
- Нижневолжская область (21 мая 1928 — 11 июня 1928),
- Обско-Иртышская область (17 января 1934 — 7 декабря 1934) — вошла в Омскую область,
- Приморская область (22 июля 1934 — 18 сентября 1943) — вошла в Приморский край,
- Северная область (1918—1920) (2 августа 1918 — февраль 1920),
- Северная область (1933—1934) (20 ноября 1933 — 5 июля 1934),
- Северная область (1936—1937) (5 декабря 1936 — 23 сентября 1937) — разделена на Архангельскую и Вологодскую области,
- Средневолжская область (14 мая 1928 — 20 октября 1929),
- Сталинградская область (5 декабря 1936 — 16 декабря 1961) — переименована в Волгоградскую область,
- Стерлитамакская область (29 мая 1952 — 30 апреля 1953),
- Терская область (1919 — 7 декабря 1920),
- Уральская область (3 ноября 1923 — 17 января 1934) — разделена на Челябинскую, Свердловскую, Обско-Иртышскую области,
- Уссурийская область (22 июля 1934 — 18 сентября 1943) — вошла в Приморский край,
- Уфимская область (29 мая 1952 — 30 апреля 1953),
- Хабаровская область (22 июля 1934 — 20 октября 1938),
- Центральнопромышленная область (14 января 1929 — 3 июня 1929) — переименована в Московскую область,
- Центральночернозёмная область (14 мая 1928 — 13 июня 1934) — разделена на Воронежскую и Курскую области,
- Чистопольская область (8 мая 1952 — 30 апреля 1953) [административная единица в составе Татарской АССР],
- Чкаловская область (26 декабря 1938 — 4 декабря 1957) — переименована в Оренбургскую область,
- Юго-Восточная область (13 февраля 1924 — 17 октября 1924) — преобразована в Северо-Кавказский край,
- Южно-Сахалинская область (2 февраля 1946 — 2 января 1947) — вошла в Сахалинскую область.